# Sân bóng đá Vallecas
Sân bóng đá Vallecas (ban đầu là Sân vận động Vallecas mới và trước đây là Sân vận động Teresa Rivero) là một sân vận động bóng đá ở quận Puente de Vallecas của Madrid, Tây Ban Nha. Sân hiện đang tổ chức các trận đấu bóng đá và là sân nhà của câu lạc bộ Rayo Vallecano. Sân có sức chứa 14.708 khán giả và được khai trương vào ngày 10 tháng 5 năm 1976. Nó được xây dựng từ năm 1972 đến năm 1976, còn được biết đến với cái tên Sân bóng đá Vallecas và Sân vận động Puente de Vallecas.